# Loxopse de Maui
Loxops ochraceus
Espèce
Répartition géographique
Statut de conservation UICN

PEWD : Peut-être éteint à l'état sauvage
Le Loxopse de Maui (Loxops ochraceus) est une espèce de passereaux de la famille des Fringillidae originaire de Maui dans les îles Hawaï, et qui était commune dans toute l’île. Les moustiques introduits et autres animaux à Maui ont contribué au déclin de la population, et l’oiseau est actuellement considéré comme en danger critique d’extinction voire éteint par la Liste rouge des espèces menacées de l’UICN. La dernière observation signalée de cet oiseau remonte à 1988 et, en 2021, le United States Fish and Wildlife Service l’a déclaré éteint.

## Description

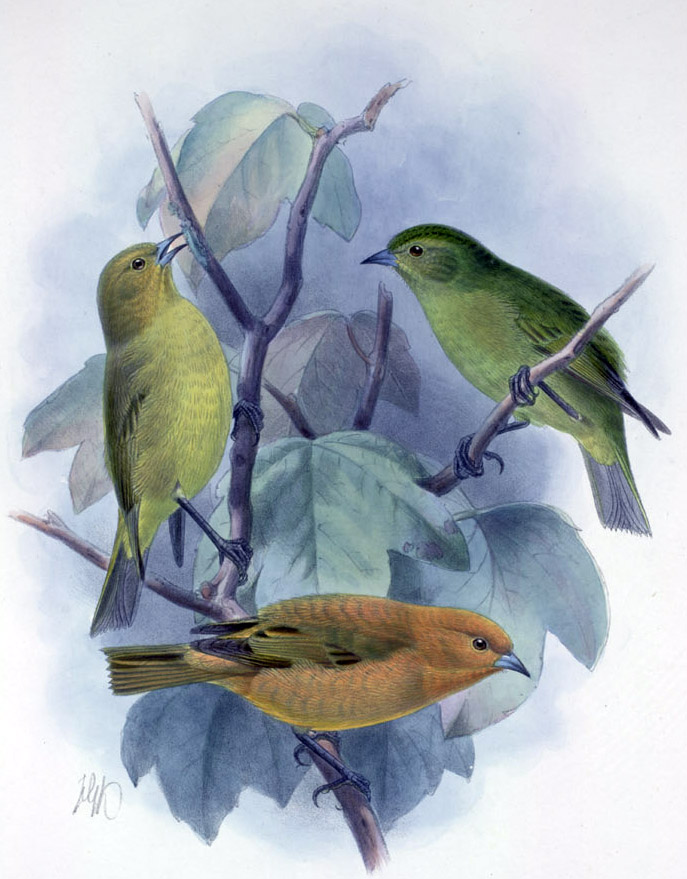
Illustration.

C’était un oiseau de 10 cm de long et d’une couleur verte poussiéreuse. Il avait un petit bec croisé tout comme les autres espèces de Loxops. Son appel était un léger sifflement frémissant se terminant par un long trille. Il est apparu comme une petite boule de duvet vert se déplaçant rapidement, alors qu’il volait d’arbre en arbre.

## Alimentation
Il mangeait des araignées et d’autres invertébrés et buvait le nectar de plusieurs fleurs, dont le nectar du ʻōhiʻa, du naio et de la lobélie.

## Systématique
Le nom valide complet (avec auteur) de ce taxon est Loxops ochraceus Rothschild, 1893.
Ce taxon porte en français le nom vernaculaire ou normalisé suivant : Loxopse de Maui.
Loxops ochraceus a pour synonyme :
- Loxops coccineus ochraceus Rothschild, 1893